# Emerald Riesling
Emerald Riesling ist eine Weißweinsorte. Es handelt sich um eine Neuzüchtung zwischen Muscadelle und Riesling. Die Kreuzung erfolgte im Jahre 1936 durch Harold Olmo an der University of California in Davis. Die Markteinführung der Rebsorte erfolgte 1948. Im Jahr 2016 wurden Emerald Riesling in Israel (110 ha), Südafrika (47 ha) und den Vereinigten Staaten von Amerika (21 ha) angebaut. Daneben sind Bestände in Australien, Neuseeland, Slowenien, Spanien, Ungarn und Zypern bekannt. Emerald Riesling erbringt Weine mit guten Säurewerten, die für Verschnitte verwendet werden.
Siehe auch die Artikel Weinbau in Australien, Weinbau in Israel, Weinbau in Neuseeland, Weinbau in Slowenien, Weinbau in Südafrika, Weinbau in Spanien, Weinbau in Ungarn und Weinbau in den Vereinigten Staaten sowie die Liste von Rebsorten.
Abstammung: Muscadelle × Riesling.

## Synonyme
Emerald Riesling ist auch unter dem Namen California 1139 E 29, Emerald Rizling und Riesling Izumrudnii bekannt.

## Ampelographische Sortenmerkmale
In der Ampelographie wird der Habitus folgendermaßen beschrieben:
- Die Triebspitze ist offen. Sie ist spinnwebig behaart. Die Jungblätter sind fast unbehaart.
- Die großen Blätter sind fünflappig und kaum gebuchtet. Die Stielbucht ist U-förmig offen. Das Blatt ist stumpf gezahnt. Die Zähne sind im Vergleich zu anderen Sorten mittelgroß.
- Die konus- bis walzenförmige Traube ist groß, geschultert und mitteldichtbeerig. Die rundlichen Beeren sind mittelgroß und von hellgelber Farbe.

Die starkwüchsige Sorte ist besonders für die warmen Küstengegenden Kaliforniens geeignet. Sie reift ca. 20 – 25 Tage nach dem Gutedel. Nach der Lese müssen die Trauben sehr schnell verarbeitet werden, da sie zu Oxidation neigen.